# Tramuntana (Cres)
Tramuntana je danes zapuščeno področje številnih pastirskih stanov na severu otoka Cresa. Nekdanji prebivalci so se ukvarjali z ovčerejo, izvozom lesa (gozdovi mediteranskega hrasta), čebelarstvom in lovom, kasneje pa s posamičnim izkopavanjem boksita (za obdelavo aluminija). Področje je locirano nad strmimi obalami otoka na nadmorski višini okrog 200-300 m, zato se prebivalci povečini niso ukvarjali z ribolovom. Pastirske koče, seniki in gospodarske zgradbe so postavljene v velikih medsebojnih razdaljah, prav tako tudi cerkvica Sv. Janeza Krstnika, kjer so se na svetnikov god, 24. junija, zbrali prebivalci Tramuntane in okoliških vasi Beli, Sveti Petar, Dragozetići in Predošćica.
Dostop do predela Tramuntane je mogoč po cesti (odcep Križić iz glavne ceste Porozina-Cres do naselja Beli) in kasneje po stezi. Od konca 20. stoletja področje ni več naseljeno. 